# Un monde parfait (album)
Pour les articles homonymes, voir Un monde parfait.
Albums de Ilona Mitrecey
Laissez-nous respirer
(2006)
Singles
1. Un monde parfait
Sortie : 28 février 2005
2. C'est les vacances
Sortie : 2005
3. Dans ma fusée
Sortie : 2005
4. Noël, que du bonheur
Sortie : 2005
5. Allo, allo
Sortie : 2006

Un monde parfait est le premier album studio d'Ilona Mitrecey, sorti le 10 octobre 2005.

## Liste des chansons
1. Un monde parfait - 3:07
2. C'est les vacances - 3:49
3. Dans ma fusée - 3:53
4. Noël, que du bonheur - 2:33
5. Retourner à l'école - 3:17
6. Allo Allo - 2:49
7. My Saxophone (featuring Mailis) - 3:03
8. MDR :-) - 1:18
9. Sport d'hiver - 3:05
10. Bye Bye Collège - 3:11
11. C'est la fête - 3:21
12. Arrivederci à bientôt - 1:45
13. Un monde parfait (72' remix (radio edit)) - 3:41, bonus track[2]

## Classements
| Classement (2005-2006)       | Meilleure position |
| ---------------------------- | ------------------ |
| Belgique (Wallonie Ultratop) | 9                  |
| France (SNEP)                | 2                  |
| Portugal (AFP)               | 2                  |